# اوراپیدیل
اوراپیدیل (انگلیسی: Urapidil) یک داروی سمپاتولیتیک ضد فشار خون است. به عنوان آنتاگونیست گیرنده α۱-آدرنرژیک و به عنوان آگونیست گیرنده 5-HT1A عمل می‌کند. اگرچه گزارش اولیه حاکی از آن بود که اوراپیدیل یک آگونیست گیرنده α۲-آدرنرژیک است، این مورد در مطالعات بعدی که نشان می‌دهد فاقد اثرات آگونیستی در ورید صافن سگ و ایلئوم خوکچه هندی است، اثبات نشد. بر خلاف برخی دیگر از آنتاگونیست‌های گیرنده α۱-آدرنرژیک، اوراپیدیل تاکی کاردی بازتابی ایجاد نمی‌کند، و این ممکن است به فعالیت ضعیف آنتاگونیست گیرنده β۱-آدرنرژیک و همچنین اثر آن بر محرک واگ قلبی مربوط باشد. اوراپیدیل تاکنون توسط سازمان غذا و داروی ایالات متحده تایید نشده‌است، اما در اروپا موجود است.